# Kemijsko bojenje metala
Kemijsko bojenje metala je postupak obrade metala u kojem se boja metalne površine mijenja putem izlaganja određenim kemijskim otopinama.
Prema David Fishlocku, postoje dva načina bojenja metalnih površina:
1. Prevlačenjem jednog metala drugim metalom drugačije boje (primjerice putem elektrolitičkog taloženja).
2. Konverzijom metalne površine u oksid ili sol koja je obojena ili je sposobna upijati supstance za bojenje ili kod koje utisak boje nastaje zbog interferencije.

Osim kemijskim putem, metali se mogu bojiti i elektrokemijski te termičkom obradom. Danas se radi i na ispitivanjima mogućnosti korištenja laserskog patiniranja bakra te mogućnosti korištenja mikroskopskih gljiva za patiniranje bakra i željeza. Osim ovih spomenutih postupaka, danas je raširena i uporaba vakumskog taloženja, najčešće za dobivanje pribora za jelo i posuđa te piercing nakita u duginim bojama.

## Povijest
Smatra se da su ovi postupci bili korišteni već u najstarije doba te da su stari barem koliko i sama tehnologija obrade metala. Najraniji očuvani predmeti koji svjedoče o modificiranju boje metala stari su oko 5000 godina, a potječu s područja Anatolije. Radi se o brončanim odljevima na kojima neki dijelovi imaju boju bronce u kontrastu sa srebrnom bojom dobivenom pomoću arsena. Slični se postupci mogu vidjeti i na nekim staroegipatskim bakrenim limovima.
U rane primjere kemijskog bojenja metala možemo uvrstiti i nebeski disk iz Nebre. Treba izdvojiti i vrh keltskog koplja iz Temze, nastao između 200. i 50. godine prije Krista, kao najraniji poznati sačuvani primjer željeza obojenog u crno, ukrašenog umetcima od kontrastno obojenih metala.
Što se tiče pisanih izvora, najstariji je izvorni dokument Leidenski papirus iz 4. stoljeća (tu treba naglasiti da već Plinije Stariji u 1. stoljeću spominje sumpornu jetru kao i razliku između prirodnih i umjetnih patina). Zosim iz Panopolisa, grčko-egipatski alkemičar koji je živio krajem 3. i početkom  4. stoljeća, također je važan jer se njemu pripisani tekstovi smatraju najstarijim zapisanim  recepturama  za  kemijsko bojenje metala.
U srednjem vijeku dva važna izvora su Mappae Clavicula, nastala između 9. i 12. stoljeća, i djelo Theophilusa Presbytera De Diversis Artibus nastalo u 12. stoljeću.
U vrijeme renesanse najznačajniji dokumenti su Traktat o zlatarstvu i Traktat o kiparstvu manirista Benvenuta Cellinija. Patiniranje se letimično spominje i kod Giorgia Vasarija te kod Pomponiusa Gauricusa u djelu De Sculptura 1504. godine. André Felibien u svom djelu Principes godine 1699. također samo usput spominje neke tehnike patiniranja brončanih skulptura.
Kao početak suvremenog znanstveno zasnovanog kemijskog, odnosno elektrokemijskog bojenja metala možemo uzeti otkriće Leopolda Nobilija o dobivanju Nobilijevih obojenih prstenova 1826. godine. Radilo se o prstenastim oblicima u duginim bojama nastalim elektrolitskim taloženjem olovnog peroksida. Osim prstenova, osmislio je i tehniku dobivanja jednobojnih prevlaka, a u oba slučaja radilo se o interferencijskim bojama, ne o pigmentima. Osim Nobilija, elektrokemijskim su se bojenjem metala (također zvanim „metalokromija”) u tom ranom razdoblju bavili i Leonhard Elsner, Alexander Watt, Antoine César Becquerel te Rudolf Christian Böttger. George Richards Elkington, poznat po prvom patentu za galvansku pozlatu i posrebrenje iz 1840. godine, patentirao je također i najmanje jedan postupak elektrokemijskog bojenja metala. Na temeljima njegovog rada desetak varijanti ovog postupka razvio je američki znanstvenik J. E. Stareck sredinom 1930-ih godina. U 19. stoljeću javljaju se i prvi priručnici posvećeni specifično kemijskom bojenju metala.
Godine 1868. njemački znanstvenik C. Puscher po prvi puta izvještava o primjeni višebojnih patina baziranih na natrijevom tiosulfatu i olovovom acetatu. Taj tip patine danas više ne koristi toksične spojeve olova, već su isti najčešće zamijenjeni spojevima bakra. Devetnaesto je stoljeće i vrijeme kada po prvi put na vidjelo izlaze i 2 najznačajnije nacionalne škole kemijskog bojenja metala: francuska i japanska. Japanska se škola od francuske kao tipično europske potpuno razlikuje u pristupu. Umjesto za Europu tipičnog velikog broja patina za razmjerno manji broj metala, Japanci su razvili malen broj patina koji djeluje na veći broj metala i njihovih slitina. Nadalje je za japansku školu tipična i primjena posebnih slitina bakra i plemenitih metala, prije svega shakuda i shibuichija.
Od kraja 18. stoljeća kemijsko se bojenje metala redovito javlja kao tema raznih zbirki kemijsko-tehnoloških receptura, a od sredine 19. stoljeća nadalje ova tema postaje i obavezno poglavlje svih u to doba važnijih galvanotehničkih priručnika, ali i zlatarskih te srebrnarskih, kao i priručnika o umjetničkoj obradi metala. Veliki napredak industrijske primjene kemijskog bojenja metala dogodio se pred Prvi svjetski rat i neposredno nakon; oko 1905. godine javljaju se prvi patenti za crni nikal (D.R.P. 183972), crni oksid (oko 1915. – 1920., D.R.P. 292603, D.R.P. 357198), a između godine 1923. i 1927. prvi patenti Ujedinjenog Kraljevstva za anodičku i kemijsku oksidaciju aluminija te bojenje oksidnog sloja istog pomoću posebnih bojitelja. Prvi patent za elektrokemijsko bojenje anodički oksidiranog aluminija registriran je 1940. u Njemačkoj. Isti se postupci koriste te razvijaju i danas.
Između dva svjetska rata razvija se postupak crnog kromiranja (prvi njemački patent 1929., GP 607, 420), a nakon Drugog svjetskog rata dolazi do porasta interesa za zeleno patinirane bakrene limove, namijenjene prije svega arhitektonskoj uporabi.
Od sredine 1960-tih godina razvijaju se i tehnologije za anodičku oksidaciju titanija te kasnije i niobija i tantala. Također su oko 1957. razvijene i tehnologije za anodičku oksidaciju nehrđajućeg čelika (patent US 2957812 A – kemijski su postupci za bojenje nehrđajućeg čelika razvijeni već oko 1927., komercijalizacija tek 1973., tzv. INCO postupak). Za razliku od anodičke oksidacije aluminija, gdje se nastali sloj boji anorganskim ili organskim bojiteljima, u svim se ovim slučajevima radi o interferencijskim bojama. Na pragu 21. stoljeća ispituju se mogućnosti primjene bakterijskih kultura u patiniranju bakra i željeza te se vrše i ispitivanja laserski induciranog bojenja bakra i njegovih slitina, niobija, nehrđajućeg čelika i kromiranih predmeta.

## Primjena
Kemijsko se bojenje metala koristi prije svega kod izrade skulptura, nakita, značaka, medalja i odlikovanja, ukrasnih posuda, u metalografiji, u arhitekturi, izradi metalnog namještaja te u vojne svrhe. Također se u određenoj mjeri koristi u restauriranju i konzervaciji metala.

## Primjeri uporabe
Metal koji želimo obojiti mora biti potpuno čist od oksida i masnoće. Proces bi se trebao provoditi u dobro prozračenom okruženju ili na otvorenom prostoru te uz zaštitnu odjeću, rukavice i zaštitne naočale. 
Crna za srebro
- Predmeti se urone u 2,5 % otopinu kalijevog ili natrijevog sulfida, po pojavi boje dobro se isperu te ih se zaštiti voštenjem ili lakiranjem.

Zelena za bakar i slitine
- Predmeti se premazuju otopinom od 250 g amonijevog karbonata i 250 g amonijevog klorida otopljenih u 1 l vode; svaki sloj odstoji 24 sata. Po postizanju željenog tona, materijal voštiti ili lakirati, kao podlogu može se koristiti smeđu ili crnu boju. Ako se smanji količina klorida, boja će biti više plavičasto zelena, a ako se smanji karbonat, više žuto zelena.

Crna za bakar
- Otopina kalijevog ili natrijevog polisulfida (2,5 %), predmeti se urone u otopinu, po postizanju boje se isperu, osuše te ih se vošti ili lakira.

Smeđa za bakar
- Predmete se kuha u barem 3 dana odstajaloj 12 % otopini bakar sulfata, po postizanju boje materijal isprati, osušiti i voštiti ili lakirati.

Crna za željezo
- Predmete vrlo tanko premazati s lanenim uljem, zatim ih se postupno ugrije na 300 – 400 °C, po potrebi postupak se ponovi. Ovaj se postupak može koristiti na svakom metalu koji se može zagrijati na spomenutu temperaturu.

Smeđa za željezo
- Koristi se 5 % vodena otopina željeznog(III) klorida. Predmet se premaže otopinom, nakon 24 sata se istrlja s grubom krpom ili najfinijom čeličnom vunom. Postupak se ponovi bar 3 puta. Na kraju je materijal potrebno istrljati masnom krpom.

Siva za kositar
- Koristi se 20 % vodena otopina željeznog(III)klorida u koju je potrebno uroniti predmete. Po pojavi boje isprati, osušiti te voštiti ili lakirati.

Sivocrna za cink
- Koristi se 20 % vodena otopina željezo(III)klorida, predmeti se urone na 20 minuta. Po pojavi boje se isperu, osuše te ih se vošti ili lakira.

Crna za aluminij
- Koristi se kipuća otopina od 20 g amonijevog molibdata i 5 g natrij tiosulfata u 1 l vode. Zatim je potrebno uroniti predmete. Po pojavi boje isprati, osušiti, voštiti ili lakirati.

Višebojna patina (interferencijske boje)
- Koristi se otopina 280 g natrijeva tiosulfata, 25 g bakar acetata i 30 g limunske kiseline. Može se koristiti na bakru i njegovim slitinama, srebru, niklu, željezu, zlatu. Boja ovisi o trajanju uronjavanja, slijed boja je, na npr. mjedi: zlatno žuta boja, boja bakra, ljubičasta, tamnoplava, svijetloplava, boja kroma, boja nikla, crvenosiva; na željezu nastaju samo plava i sivocrna.[35] Postoji i varijanta koja djeluje na kositar i njegove slitine: 250 g tiosulfata, 60 g bakar acetata i 25 ml acetona na 1 l vode; 45 – 85 °C temperatura otopine; 1 – 20 minuta; slijed: zlatna, roza, plava, zelena boja.[36] Varijanta za nehrđajući čelik: 100 g natrijeva tiosulfata, 10 g olovo acetata, 12 g kalij natrij tartarata, 12 g bakar sufata, 1 lit vode; 18 – 22 °C; 5 – 50 minuta uz kontakt s komadom bakra površine 300 puta manje od tretiranog objekta; slijed: žuta, smeđa, crvena, plava, zelena, ljubičasta boja.[37]

Razne boje na titanu
- Kao jednostavan elektrolit može se koristiti 3 % otopina trinatrij fosfata, katoda od nehrđajućeg čelika, predmet kao anoda. Boje zavise o naponu istosmjerne struje. Moguće je koristiti i brojne druge elektrolite, navodno čak i Coca-Colu. Boje koje se dobivaju su slamnato žuta na 10 V, purpurna na 29 V, plava na 30 V, plavo zelena na 45 V, svijetlo zelena na 55 V, purpurno crvena na 75 V te siva na 110 V. Obavezno je ovaj proces raditi koristeći gumene rukavice zbog potencijalno opasnog napona.[38]

Razne boje na nehrđajućem čeliku 18 Cr / 8 Ni
- 250 grama kromne kiseline, 500 ml sumporne kiseline, 500 ml vode, katode od olova, predmet kao anoda; 80 °C; 5 – 50 minuta; boje zavise o trajanju postupka: smeđa, plava, purpurna, zelena. Prema ruskoj literaturi, predmete nakon obrade treba močiti u otopini kalij bikromata (5 – 10 %) na 5 – 15 minuta; 70 – 90 °C temperatura otopine.[39] Po jednom kineskom patentu predmete se potom može dodatno tretirati vrućom otopinom natrijevog vodenog stakla (1 – 5 %, 95 °C, 3 – 10 min.).[40]
- S obzirom na to da su heksavalentni kromati toksični i kancerogeni (te sukladno ROHS odredbama u EU zabranjeni za korištenje) danas se kao zamjena predlažu otopine na bazi molibdata (npr. molibdat 30 – 100 g / borna kiselina 10 – 18 g / mangan sulfat 0,1-0,5 g / 1 l vode).[41][42][43]

## Vanjske poveznice
- Hiorns,A. Metal Colouring and Bronzing(1907.)
- Kaup,W.J. Metal Coloring and Finishing(1914.)
- Budija,G. ZBIRKA RECEPTURA ZA KEMIJSKO, ELEKTROKEMIJSKO I TERMIČKO BOJENJE METALA TE DOBIVANJE METALNIH PREVLAKA URONJAVANJEM, UTRLJAVANJEM, KONTAKTNIM TALOŽENJEM I ELEKTROLITSKIM PUTEM,Zagreb 2025.
- Michel, J. La Coloration des metaux,Paris 1931.  Arhivirana inačica izvorne stranice od 14. siječnja 2018. (Wayback Machine)
- Deutsches Kupfer Institut "Chemische Faerbungen von Kupfer und Kupferlegirungen, Berlin 1974.  Arhivirana inačica izvorne stranice od 13. kolovoza 2020. (Wayback Machine)